# Karen Uhlenbeck
Karen Keskulla Uhlenbeck (Cleveland, 24 agosto 1942) è una matematica statunitense, conosciuta per i suoi contributi nel calcolo delle variazioni.
È considerata una dei fondatori della moderna analisi geometrica. Nel 2019 fu la prima donna a ricevere il premio Abel.

## Biografia
Karen Keskulla nasce a Cleveland, in Ohio, prima di quattro figli. Suo padre Arnold era un ingegnere laureato al MIT, con origini estoni e tedesche. La madre, Carolyn Windeler Keskulla, adorava dipingere paesaggi ed era un insegnante. La famiglia si trasferì successivamente a vivere in un piccolo villaggio nel New Jersey. Quando dovette scegliere il college dove studiare, postulò in vari istituti e, benché fosse stata accettata da tutti, scelse l'Università del Michigan perché la più economica. L'università tuttavia si rivelò un'ottima scelta per lei, poiché era un ambiente intellettualmente stimolante e frequentato da numerose ragazze. Iniziò i corsi universitari iscrivendosi a fisica, ma rapidamente cambiò indirizzo studiando matematica.
Ha ricevuto nel 2000 la National Medal of Science e nel 2007 il premio Steele per il contributo nei seminari e nella ricerca. Nel 2019, prima tra le donne, ha vinto il premio Abel "per i suoi risultati pionieristici nelle equazioni differenziali alle derivate parziali geometriche, nella teoria di gauge e nei sistemi integrabili e per l'impatto fondamentale del suo lavoro sull'analisi, la geometria e la fisica matematica".
È professoressa emerita di matematica presso l'Università del Texas ad Austin, professoressa ospite presso Institute for Advanced Study e ricercatrice senior ospite presso l'Univeristà di Princeton.